# Headley (Surrey)
Pour les articles homonymes, voir Headley.
Headley est une paroisse civile et un village du Surrey, en Angleterre.